# Moi, un Noir
Pour plus de détails, voir Fiche technique et Distribution.
Moi, un Noir est un film français réalisé par Jean Rouch, sorti en 1958. Il est classable en tant que film ethnographique. 

## Synopsis
Moi, un Noir est avant tout le portrait d'un groupe de jeunes Nigériens qui ont quitté leur terre pour venir chercher du travail en Côte d'Ivoire, à Treichville, faubourg d'Abidjan, capitale économique littorale de la Côte d’Ivoire. Ces jeunes gens sont Oumarou Ganda (alias Edward G. Robinson), Petit Touré (Eddie Constantine), Alassane Maiga (Tarzan), Amadou Demba (Élite), Seydou Guede (Facteur), et Karidyo Daoudou (Petit Jules). Ils ont tous choisi un pseudonyme destiné à leur forger une personnalité idéale comme le montre le nom du héros et narrateur de ce film, Oumarou Ganda.
« Nous vous montrerons ce que c'est la vie de Treichville, ce que c'est que Treichville en personne. ».
Le film trace leur vie quotidienne, du lundi au week-end, chaque journée s’achevant par une pause narrative où Jean Rouch, en réalisateur omniscient, s’exprime, rappelle les faits ou projette ceux qui vont arriver. Rouch montre le dur quotidien des trois jeunes Nigériens Tarzan, Eddie Constantine et Robinson en quête de travail à Treichville. Chaque matin, les trois héros se rendent au port, dans l’espoir de se voir attribuer quelques maigres francs pour salaire. Ils ne trouvent que des petits emplois mal payés comme dockers, journaliers, ou manœuvres, et oublient leur ennuis le soir en allant dans les bars d'Abidjan se saouler et danser avec les jolies filles du faubourg, comme Dorothy Lamour.
Leur rapport au travail et aux loisirs de la vie urbaine se traduit par les mythologies du cinéma de consommation populaire tel qu'il était distribué en Afrique coloniale. On perçoit abusivement la présence du Blanc, du colonisateur qui a de l'argent, la puissance matérielle. Il s'agit d'un des rares films qui montre explicitement la situation coloniale en Afrique, à Abidjan.
Mais la dureté du quotidien côtoie une philosophie de vie plutôt joyeuse : Moi un noir est un film ludique, jubilatoire, plein d'humour de par les commentaires des héros, des aléas de la vie.

## Fiche technique
- Titre : Moi un noir
- Titre alternatif : Treichville
- Réalisation : Jean Rouch
- Scénario : Jean Rouch
- Conseiller : Ibrahim Dia
- Musique : Joseph Yapi Degre
- Chants interprétés par : Myriam Touré, N'Dyaye Yéro, Amadou Demba
- Son :André Lubin
- Montage : Catherine Dourgnan et Marie-Josèphe Yoyotte
- Producteur : Pierre Braunberger
- Directeur de production : Roger Fleytoux
- Production et distribution : Les Films de la Pléiade
- Pays d'origine : France
- Format : Couleur - Son mono (Eastmancolor)
- Genre : Drame
- Durée : 73 minutes
- Date de sortie : 12 mars 1959

## Distribution
- Amadou Demba : Élite
- Karidyo Faoudou : Petit Jules
- Gambi : Dorothy Lamour
- Oumarou Ganda : Robinson (Narrateur)
- Seydou Guede : le facteur
- Alassane Maiga : Tarzan
- Petit Touré : Eddie Constantine
- Edmond Bernus : L'italien

## Réalisation technique
Moi, un Noir est avant tout basé sur la découverte d'un personnage, celui d'Oumarou Ganda, qui est un ami de Rouch. Recruté comme enquêteur alors que Rouch étudiait les migrations nigériennes à Abidjan, Oumarou Ganda a entraîné Rouch dans tous les recoins de la ville, avec la caméra comme passeport. Jean Rouch a tourné le film avec une petite caméra 16 mm Kodachrome (très légère) armée d'un rétroviseur qui permettait de changer d'angle ou d’attendre que quelque chose se passe. Au montage, il agrandissait en 35 mm. 
Pour son équipe, Jean Rouch s'entourait d'amis comme l'écrivain Roger Rosfelder, qui était son assistant metteur en scène sur quelques-uns de ses tournages. Rouch utilisait un dispositif filmique très simple : une caméra à l'épaule, un preneur de son, le plus souvent originaire du lieu où il tourne, et un monteur. Il s'infiltrait en tant que personne et non en tant que chef d'une équipe de techniciens. Jean Rouch a dit à Jean-Paul Colleyn : « Pourquoi t'encombres-tu d'une équipe ? Si tu es écrivain, tu ne fais pas écrire tes phrases à quelqu'un d’autre. […] C’est pareil pour le cinéma. » Il se sentait à sa place derrière la caméra, une camera qu'il qualifiait lui-même de « caméra  contact ».
Son équipe est constituée de Français et d’Africains : Jean Rouch produit ses films avec ceux qu’il appelle ses « copains ».
Moi, un Noir a été tourné avec une caméra qui ne permettait d’enregistrer que les images. Il n’y a donc pas de son direct, Rouch enregistre le son avec des magnétophones dits portatifs, puis le film est sonorisé au montage. La qualité est proche d'un son téléphonique, c'est-à-dire situé dans les fréquences assez basses, inférieures à 4 000 Hz, comme on peut le constater sur un logiciel d'édition audio ; l'application, par exemple, d'un filtre passe-bas à 1 700 Hz permet d'optimiser le rendu des graves qui, sinon, sont difficiles à mettre en valeur avec un autre traitement classique. Jean Rouch a projeté le film déjà monté à ses acteurs et les a laissés libres de se doubler, de se commenter. Les autres sons, bruits et rumeurs ont été enregistrés à part, sur les lieux et dans les rues d’Abidjan. Ce sont donc des sons d’ambiance, non synchroniques avec le film. Cela donne un résultat très original et des situations cocasses : la voix off refait les dialogues, qui sont parfois recréés de manière farfelue, la musique que l’on entend ne coïncide pas avec les mouvements des musiciens, et la bouche des acteurs est parfois fermée alors que l'on entend leur voix; mais les acteurs se laissent aussi aller à commenter l’image et même se plaindre de la dureté de leur vie.
Le fait que le son soit enregistré non au moment du tournage, mais quand les acteurs voient ce qui a été filmé crée des décalages : la voix en sait plus que l’image puisque l’acteur sait ce qu’il s’est passé après, comme lorsque Robinson se lave les mains avant de manger: la voix off dit qu’il va se laver les pieds avant que le spectateur ne le voie. Cela permet aussi un son beaucoup plus riche, car s’il avait été enregistré en même temps que l’image, nous n’aurions eu que les dialogues des personnages ; or ici nous avons à la fois le commentaire des faits qui ont été tournés mais aussi accès aux pensées des personnages. D’autre part, l’habileté du montage n’a été possible que grâce au fait que Jean Rouch n'avait pas à se soucier du son, qui n'entravait donc pas le montage des différents plans. Selon Jean-Louis Comolli, le décalage entre le son et l’image a donc libéré à la fois l’image (pour le montage) et le son (puisque le spectateur a accès aux pensées des acteurs).

## Analyse

### Ténuité de la frontière entre réalité et fiction
Avant de réaliser Moi, un Noir, Jean Rouch a d’abord passé six mois avec ceux qui allaient devenir les héros de son film. Puis il leur a proposé de tourner. Dès les premières minutes, l’ambiguïté de la réalité et de la fiction apparaît car Jean Rouch parle des « personnages de ce film » qui « joueraient leur propre rôle » : le mot « personnages » renvoie à de la fiction, bien qu'il s'agisse d'un documentaire. Jean Rouch dira : « Je me suis dit qu’on pourrait aller plus loin encore dans la vérité si, au lieu de prendre des acteurs et de leur faire interpréter un rôle, on demandait à des hommes de jouer leur propre vie. Et ce fut Moi, un Noir. Le cinéaste ajoute qu’ils auraient le « droit de tout faire et de tout dire » et il conclut par : « C’est ainsi que nous avons improvisé ce film. » Ici, le lexique employé fait plutôt référence à une recherche de vérité. Mais la façon dont le film a été tourné relativise un peu sa dimension improvisée puisque Jean Rouch avait élaboré avec ses acteurs une sorte de scénario non écrit qui a été modifié au fil du tournage : on peut supposer que l’emprisonnement d’Eddie Constantine durant le tournage a dû en effet impliquer des modifications et il est évident que certains événements ne peuvent pas être prévus, comme par exemple lorsque Robinson se bat avec un Italien. (Cette dernière information semble erronée puisque cet italien en question est en fait le preneur de son de Jean Rouch, et que lors de la scène d’affrontements, il ne pleut pas au début, puis dans le dernier plan, il pleut à grosses gouttes).
Mais plus intrigant encore, voire dérangeant dans un film qui se veut documentaire, alors que Moi, un Noir est supposé rendre compte de la vie de ces jeunes Nigériens, deux séquences sont filmées de la même manière que le reste du film alors qu’il s’agit de rêves et fantasmes de Robinson : un combat de boxe qu’il gagne, et une nuit qu’il passe avec Dorothy Lamour. Ces deux scènes sont traitées exactement comme s’il s’agissait de moments réellement vécu par le personnage ; le spectateur non averti peut très facilement se laisser piéger… Ces images de fiction tendent à donner l’impression que le son est l’élément réaliste, car il commente et sait ce qu’il s’est passé. Ou plutôt est-ce le contraire, l’image est la vérité et le son rejoint la fiction car il est recréé avec une exactitude approximative (par exemple, l’Italien avec lequel se bat Robinson a été doublé par un ami de Jean Rouch, représentant de l’Italie à l’UNESCO). En résumé, réalité et fiction ne font que se croiser et se confondre, ce qui inscrit indéniablement Moi, un Noir dans le « cinéma direct ».

### Contenu et forme: travail sur les signifiants du son et de l'image
La dimension documentaire, caméra à l’épaule, ne doit pas laisser penser à une technique « amateur ». Au contraire : la technique de Rouch se traduit premièrement par un nombre de plans important : il y a l’idée d’un film « hyper monté », avec une orgie de découpages, de plans très court filmés sous plusieurs axes. S’inspirant de Dziga Vertov pour le montage,Jean Rouch fait preuve d’une certaine virtuosité. Il intègre même à son film des images extérieures qu'il lui fallait pour construire un récit : ainsi dans Moi, un Noir, Rouch a ajouté des plans filmés quelques années auparavant au Niger, à Niamey, pour évoquer les souvenirs d'enfance des jeunes nigériens d'Abidjan. On voit une proximité avec le plan vertovien : Rouch fonctionnalise le souvenir de Robinson en citant ce lieu nigérien.
S'inspirant également de Robert Flaherty, Rouch construit son histoire avec Oumarou Ganda comme Flaherty avec Nanouk en projetant ses rêves, la misère dans laquelle il vit. Leur cinéma est similaire, à la « caméra participante », puisque directement partagé avec les gens qu'ils filment, par exemple de par le doublage.
Rouch n'utilise pas de trépied pour tourner, le film est dans un mouvement permanent, d'où certaines imperfections. Certains professionnels du cinéma s'irritent de l'imperfection technique de certains plans, de lignes d'horizon penchées, de l'allure chaotique de son film. Mais c'est ce côté « en construction », inachevée, « fauché » qui à l'époque a fait de Moi, un Noir le quatrième meilleur film selon Jean Luc Godard et Les Cahiers du cinéma.
Jean Rouch utilise le travelling, car selon lui le zoom ne remplacera jamais le travelling. « Un travelling dans l'axe ou même un travelling latéral, c'est une façon de découvrir le monde ». Cela permet une image mouvante, qui n'est pas figée dans un cadre limité par le trépied. 
On peut illustrer la technique de Jean Rouch par la fin de Moi, un Noir, lors de la scène où Robinson mime la guerre d'Indochine, où nous pouvons voir la virtuosité technique de Rouch avec un incroyable travelling, en même temps qu'un monologue détonnant du personnage sur ses souvenirs. Ces dix minutes synthétisent en une incroyable séquence toute l’énergie et l'imagination de Jean Rouch, tant dans le cadrage que dans le montage visuel et sonore. La caméra improvise en fonction des gestes et délires de son personnage.
C’est un cinéma qui se voit, dans le sens où on perçoit les imperfections, les défauts de l'image et du son. Jean Rouch se sert de sa caméra pour jouer avec les éclairages. Il était attaché de manière fétichiste à l'image, à l'impression de la lumière, des ombres et des couleurs sur une pellicule sensible, et ne croyait nullement que l'image épuisait la réalité. Le dispositif d’éclairage est très réduit voire inexistant, d’où des images très contrastées, comme certains plans de nuit où seuls les phares des voitures ou l’enseigne des bars sont visibles à l'écran. Rouch en joue, par exemple en suggérant le passage d'un camion, dont la silhouette masque successivement les lampadaires de la ville formant une ligne d’horizon.
Il faut reconnaître le génie de Jean Rouch, qui construisait sa mise en scène au fur et à mesure de ce qu'il découvrait lors du tournage, puisqu'il laissait les acteurs improviser et créer leur propre portrait. Rouch dit de Moi, un Noir que c'est un film où on « ramasse des éléments du réel et où une histoire se crée durant le tournage ».

## Récompense
- Prix Louis-Delluc

## Influences
Moi, un noir est considéré encore aujourd'hui comme l'un des films précurseurs et fondateurs de la Nouvelle Vague.
Jean-Luc Godard, qui le désigne comme l'une des figures tutélaires de la Nouvelle Vague, écrit en 1959 dans la revue Arts : « Moi, un noir, c'est un Français libre qui pose librement un regard libre sur un monde libre. [...] Le metteur en scène de l'admirable Jaguar ne traque pas la vérité parce qu'elle est scandaleuse mais parce qu'elle est amusante, tragique, gracieuse, loufoque, peu importe. L'important c'est que la vérité est là ». Cette mise en scène désinvolte de Rouch, cette manière de filmer une fiction comme un reportage avec des acteurs non professionnels qui se prennent pour Eddie Constantine et Edward G. Robinson, c'est le souffle même de la Nouvelle Vague.
Joris Ivens s'inspire du style de Moi, un noir pour son documentaire Demain à Nanguila sorti en 1960.